# San Cebrián de Campos
San Cebrián de Campos è un comune spagnolo di 475 abitanti situato nella comunità autonoma di Castiglia e León, nella comarca di Tierra de Campos.
Il territorio comunale comprende la località di Amayuelas de Abajo.